# Theodoor Boeyermans
Theodoor Boeyermans o Theodor Boeijermans (Anvers, 1620 - 1678) fou un pintor barroc dels Països Baixos meridionals.
Batejat a Anvers el 10 de novembre de 1620, solament el 1654, amb 34 anys, es va inscriure com a mestre en el gremi de Sant Lluc i totes les obres datades són posteriors a aquest any. Aquesta tardana dedicació a la pintura podria explicar-se pel títol de llicenciat que en alguna ocasió se li dona i que podria indicar una prèvia dedicació a la magistratura. El 1664 va ser admès en la Càmera de retòrica Olyftack (Branca d'Olivera) a la qual va donar el 1666 una Al·legoria de l'Arts de gran format pintada en col·laboració amb Dirck van Delen. Un any abans, el 1665 havia pintat per al sostre de la Schilderskamer o sala dels pintors de la Reial Acadèmia de Belles Arts d'Anvers que s'acabava de crear el 16644, l'oli Antuerpia Pictorum Nutrix (Anvers, Reial Museu de Belles Arts), on resumia els ideals de la pròpia acadèmia: la matrona que simbolitza a Anvers, acompanyada pel Temps i el riu Escalda amb la cornucòpia de l'abundància, alimenta als joves aprenents de pintor amb els ideals humanístics de l'antiguitat, representats en el bust d'Homer, i amb l'exemple dels grans mestres locals, Rubens i Van Dyck, que seran també els models a seguir per Boeyermans.
Va quedar solter i va ingressar en la Sodaliteit der Bejaarde Jongmans, una fraternitat creada pels jesuïtes per a ancians célibes. Va morir a Anvers el gener de 1678.

## Obra

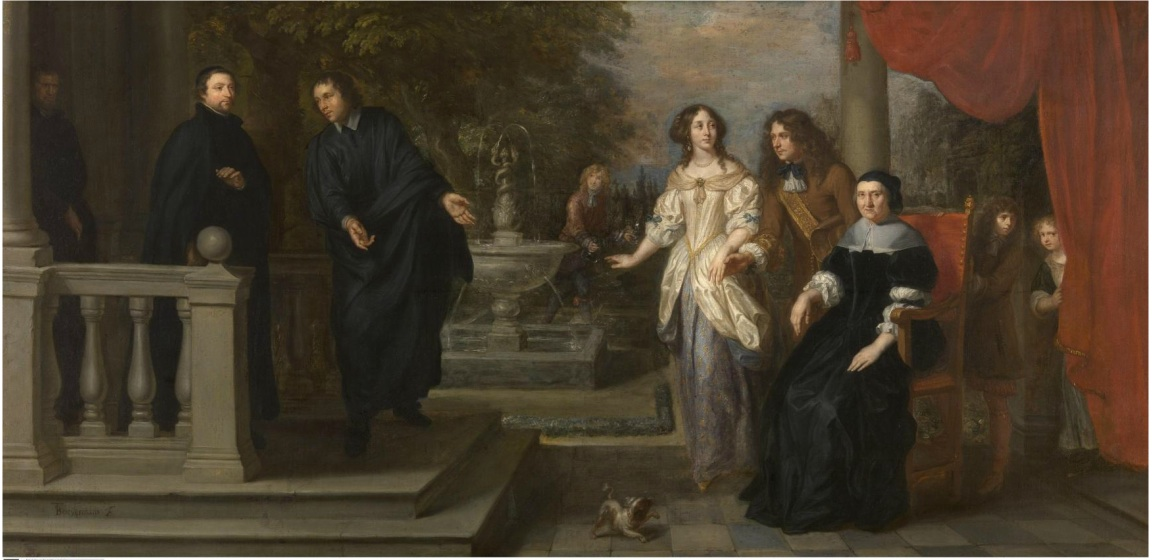
Retrat de família (La visita), oli sobre llenç, 126,2 x 263 cm, Anvers, Museu Real de Belles arts.

Pintor de grans composicions historiades per a les esglésies de Malinas i de la regió de Kampen (Verge venerada per sants, Malines, església del Gran Beguinaje) o de complexos motius alegóricos i mitològics per a la pròpia Anvers, com La caça del senglar de Calidonia (1677, París, Musée de la chasse et de la nature), directament inspirada en la tela de Rubens del mateix assumpte, la seva pintura es caracteritza per la claredat de les seves composicions i un temperat classicisme, manifestat també en les arquitectures clàssiques dels fons, disposades com a escenaris teatrals capaços d'acollir a un elevat nombre de figures (Crist, Font de la Vida, 1675, Reial Museu de Belles Arts d'Anvers). Aquest gust teatral es manifesta també en els seus retrats de grup, com el Retrat de família conegut com La visita (Anvers, Museu Real de Belles arts), tractat com una conversation piece, amb els retratats disposats en grups en un jardí i amb una font ornamental com a eix de la composició, a la manera dels quadres de reunió de Gonzales Coques, encara que a diferència dels retrats d'aquest, els de Boeyermans conserven la grandària monumental de les seves pintures historiades.